# Kohlenwäsche

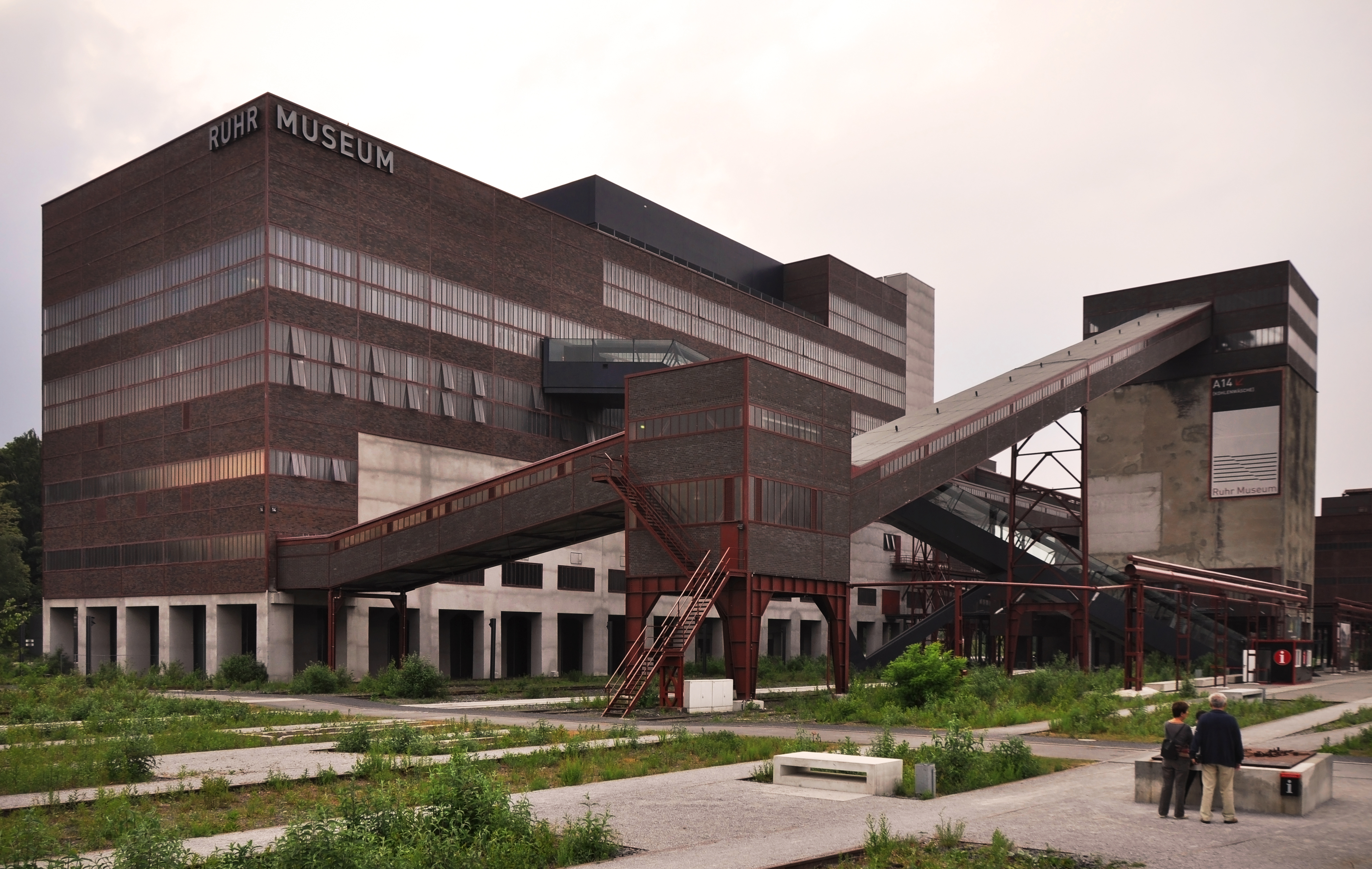
Kohlenwäsche auf Zeche Zollverein

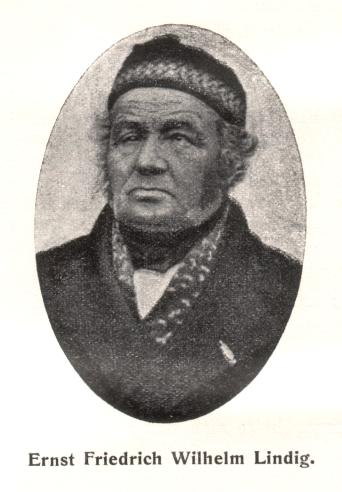
E.F.W. Lindig

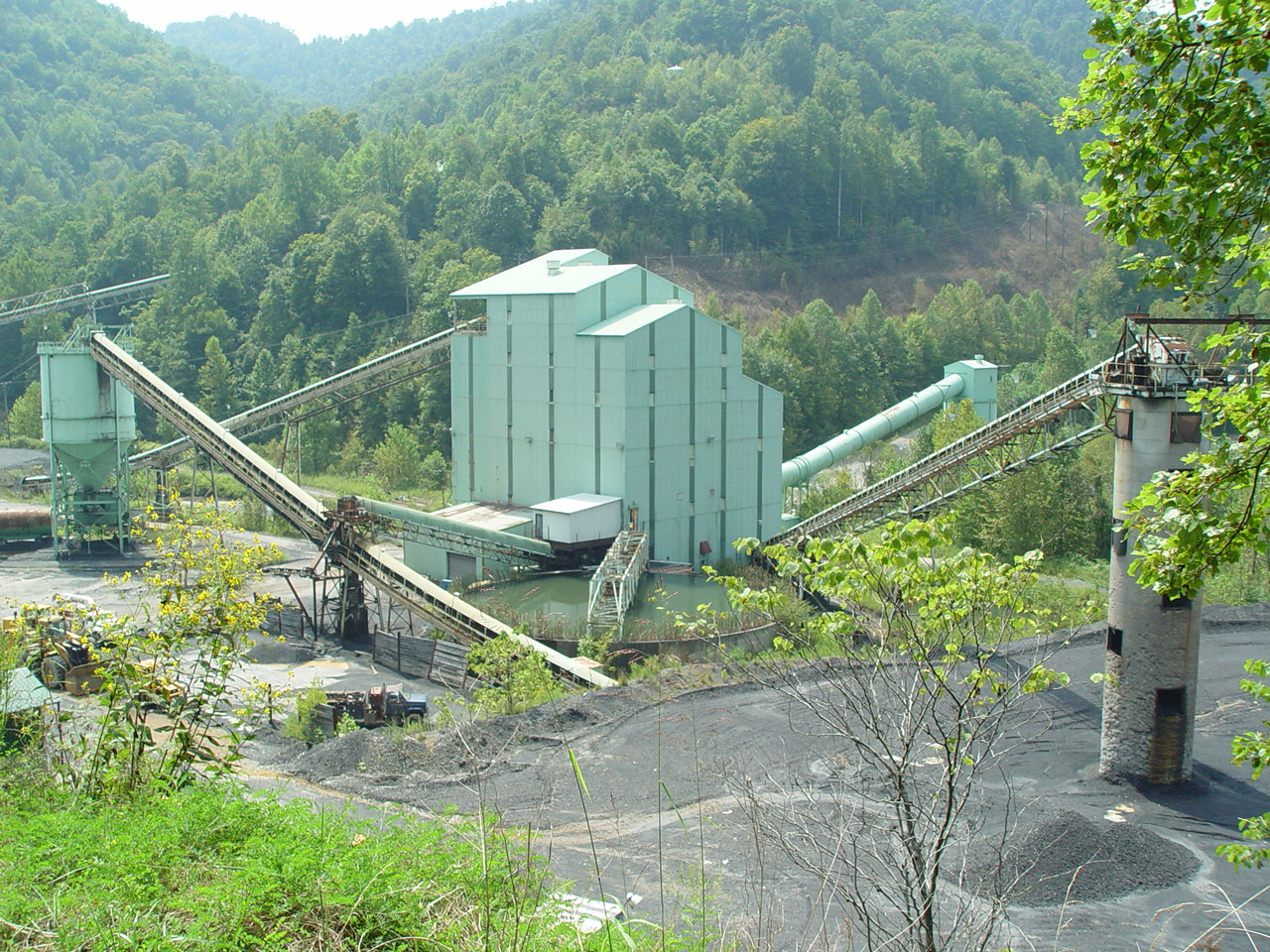
Eine Kohlenwaschanlage in Kentucky, USA

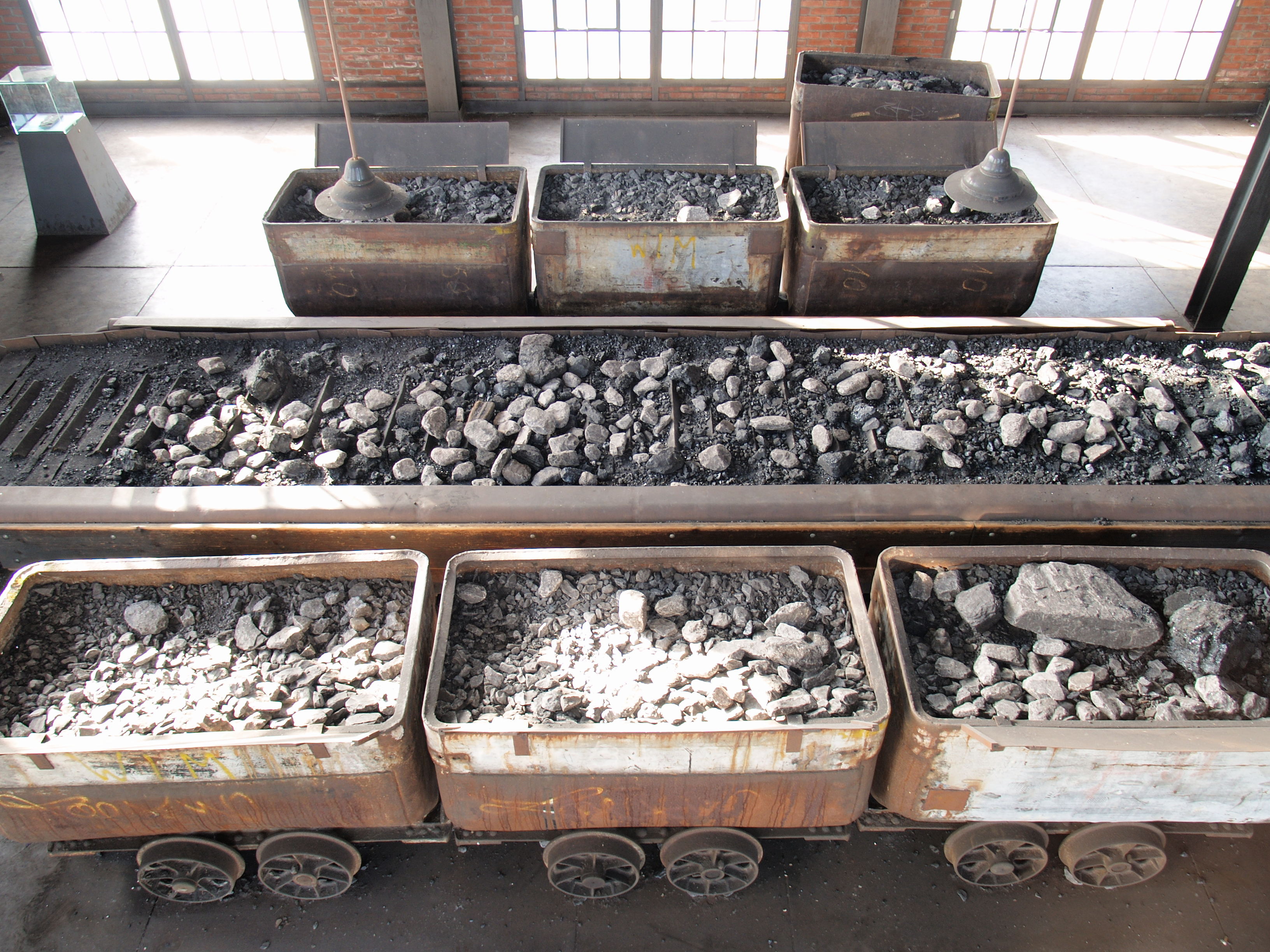
Leseband, Zeche Zollern

Die Kohlenwäsche, auch bekannt als nasse Aufbereitung, ist eine Anlage zur Trennung der geförderten Kohle in verschiedene Qualitäten sowie von den störenden Bestandteilen (taubes Gestein, Berge).

## Geschichte
Erfinder des Verfahrens ist Ernst Friedrich Wilhelm Lindig, Faktor am Königlichen Steinkohlenwerk Zauckerode. Lindig stellte 1810 am Bachlauf der Wiederitz verschiedene Versuche zur Verminderung der großen Vorräte an Kalkkohle an. Am 8. September 1810 konnte er an den Bergrat Carl Wilhelm von Oppel berichten: „…ich glaube jetzt so glücklich zu sein, dieses Mittel in der bekannten, einfachen Aufbereitungsarbeit, im Siebsetzen gefunden zu haben, da bei dieser Arbeit sich alles nach der spezifischen Schwere absondert, so bleibt die Schmiedekohle, als die leichteste oben, und die eigentliche Kalkkohle sondert sich in der Mitte ab, die Berge hingegen setzen sich theils zu Boden theils gehen sie als Schlämme durch das Sieb.“ Bereits 1811 gelangten so 18672 Scheffel Kalkkohle zur nassen Aufbereitung und wurden in 4034 Scheffel Schmiedekohle, 416 Scheffel Schieferkohle, 11645 Scheffel Kalkkohle und 2577 Scheffel Berge geschieden.
Die Arbeit bestand aus vier Schritten:
1. im Durchwerfen der geförderten Kalkkohlen durch ein Sieb
2. im Aussuchen der beim Durchwerfen zurückgebliebenen großen Schieferstücke
3. im Verwaschen des durch den Durchwurf gefallenen klaren Haufwerks in Kästen, um die Erd- und Steinarten abzusondern und
4. im Setzen dieser gewaschenen Kohle durch das Sieb, wobei sich Schmiedekohle, Kalkkohle und Berge voneinander schieden.

Das Verfahren der nassen Kohlenaufbereitung setzte sich innerhalb weniger Jahre weltweit im Steinkohlenbergbau durch. Die „Wäsche“ wurde auf vielen Schachtanlagen bald zu einer der größten und technisch aufwendigsten Baulichkeiten.

## Verfahren
Die mit Bergen verunreinigte Kohle wird in ein großes Wasserbecken befördert. Durch ihre verschiedene Dichte trennen sich Kohle und Berge: Die leichtere Kohle schwimmt auf und kann abgezogen werden, das schwerere Gestein (die Waschberge) sammelt sich am Grund des Beckens. Unreines Gestein, d. h. Kohle, die mit Gestein verwachsen ist, wird in einem Kreisprozess weiter zerkleinert und wieder dem Becken zugeführt, bis die Trennung in Kohle und Nebengestein auf die gleiche Weise möglich wird. Zur Optimierung des Vorganges wird ein Flockungsmittel beigegeben.
Früher wurde die Kohle in einem zusätzlichen Schritt am Leseband von Hand vorsortiert. Diese Arbeit wurde hauptsächlich von Frauen, Tagejungen und invaliden Bergleuten verrichtet, in den USA und in Großbritannien auch durch sogenannte „Breaker Boys“.
Die Abwässer der Kohlenwäsche wurden früher mit hohem Feinkohleanteil in die Vorflut gegeben, wo sie zu Überschwemmungen und Verschmutzungen der Bachläufe führten. Um die Feinkohle zurückzugewinnen, legten viele Zechen Schlammteiche an. In Notzeiten wurde diese Kohle als Teichkohle ähnlich wie Torf gestochen und in den Zechenkraftwerken verheizt.
Die Waschberge werden auf Bergehalden deponiert, als Baustoff genutzt oder als Versatzberge zum Verfüllen ausgekohlter Abbaue verwendet.